# St. Laurentius (Wismar)

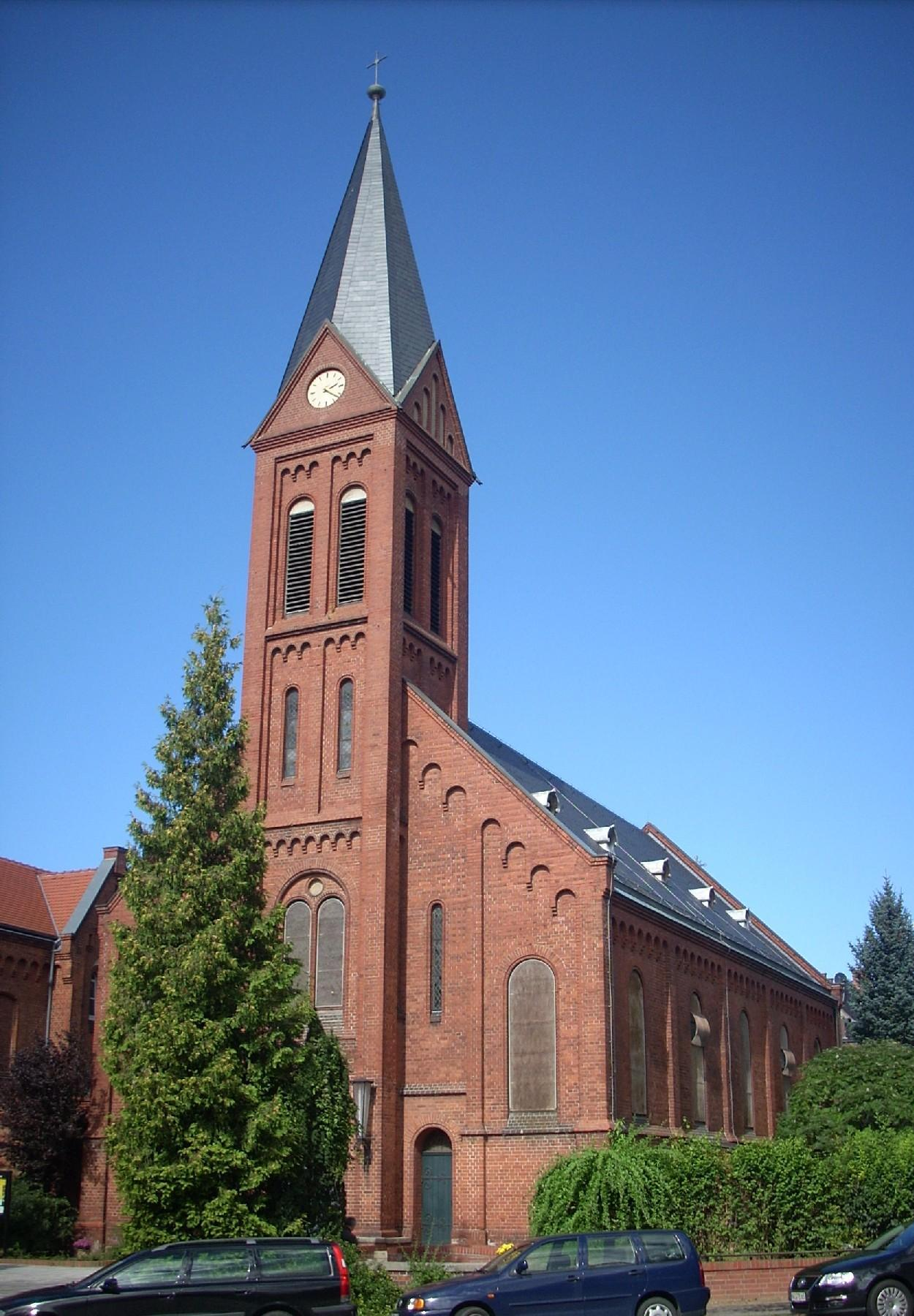
St. Laurentius

Die katholische Pfarrkirche St. Laurentius ist ein Kirchengebäude in Wismar im Landkreis Nordwestmecklenburg in Mecklenburg-Vorpommern. Den Namen des heiligen Laurentius erhielt sie, weil der römische Märtyrer bis zur Reformation als Stadtpatron von Wismar galt.

## Geschichte und Architektur

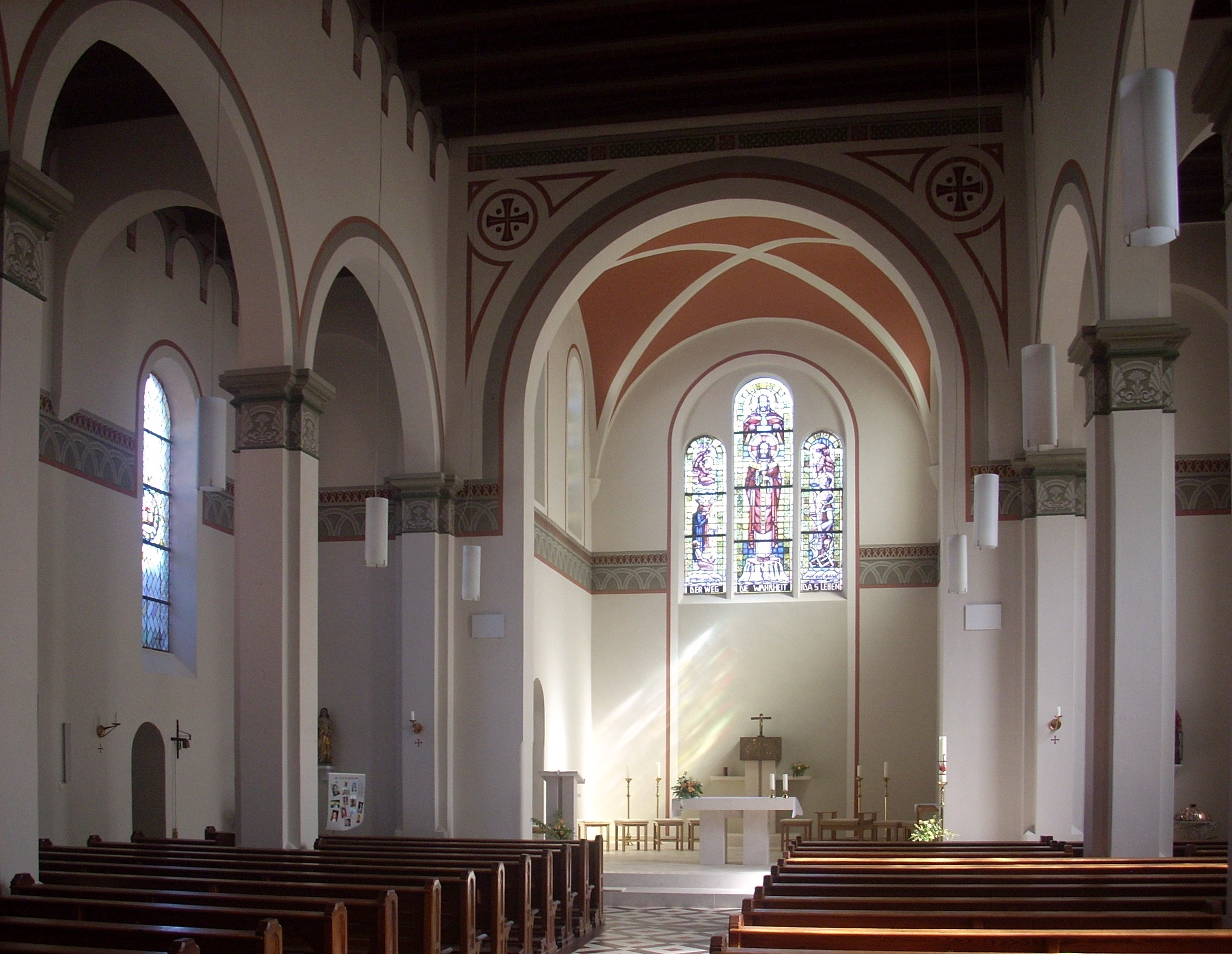
Inneres

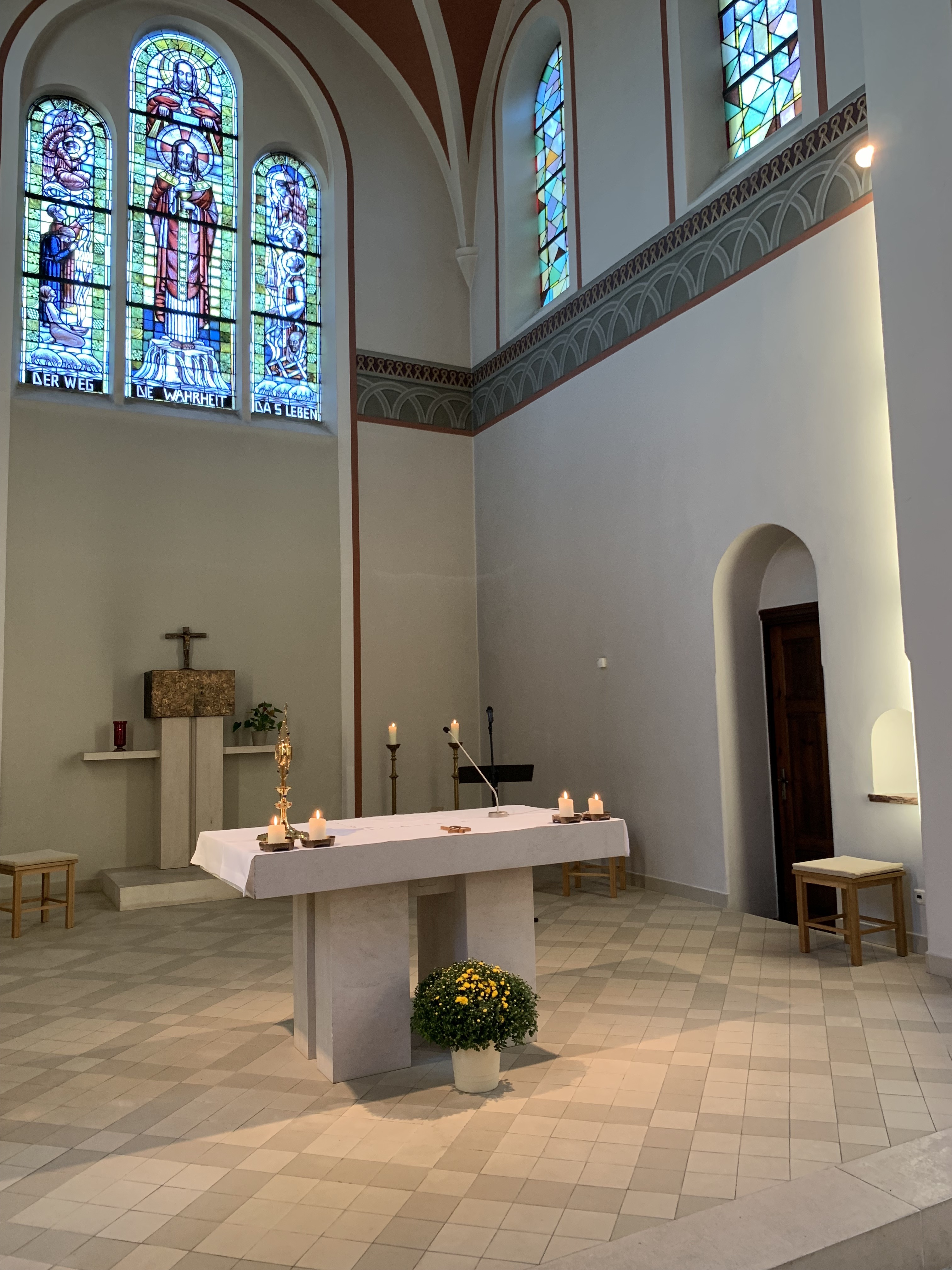
Altarraum

Die Reformation fand in Wismar zuerst bei den Franziskanern des Grauen Klosters Eingang. In der Folge wurden auch die mittelalterlichen Pfarrkirchen St. Marien, St. Georgen und St. Nikolai sowie die Spitalkirche Zum Heiligen Geist lutherisch, mit dem Tod des Dominikanerpriors im Jahr 1575 zuletzt auch das Schwarze Kloster.
Erst in den Jahren 1870 und 1871 wurden für französische Kriegsgefangene wieder katholische Messen in der Stadt gelesen. In der heutigen Biedenstraße wurden zwei Räume angemietet und als Kapelle genutzt. In der Breiten Straße wurde 1878 das Haus Nr. 12 erworben und zur Kapelle umgewandelt. Eine große Zahl der Gläubigen waren polnische Schnitter. Die Erlaubnis zum Bau einer katholischen Kirche am Südostrand der historischen Altstadt wurde 1901 von Großherzog Friedrich Franz IV.  erteilt. Die Weihe vollzog am 12. Oktober 1902 der Bischof von Osnabrück Hubertus Voß.
St. Laurentius ist die fünfte nachreformatorische katholische Kirche in Mecklenburg und die erste mit einem Turm (37 m hoch). Sie wurde als Hallenkirche aus Backstein im neuromanischen Stil mit Bogenfriesen und Lisenen errichtet. Das Gebäude ist 32 m lang, 14,5 breit und im Mittelschiff 10 m hoch. Im Zweiten Weltkrieg wurde das 1902 eingesetzte Altarfenster zerstört. Der Leiter des Ateliers für Glasmalerei in Weimar, A. Annys gestaltete 1948 drei neue Rundbogenfenster. Sie zeigen Darstellungen der Dreifaltigkeit und weisen auf die Bedeutung der Sakramente hin. 1960 wurde der Innenraum umfassend renoviert. Bei der Renovierung 1988 wurden das Altarfenster freigelegt, die alten Figuren wieder aufgestellt und der Raum neu ausgemalt. Turm und Dach wurden 1990 neu verschiefert. Die Marienkapelle wurde 1979 eingerichtet und von Bischof Heinrich Theissing geweiht. Sie dient als Ort der Stille, ist vergittert und beherbergt eine Marienstatue aus der Zeit um 1450. Weihbischof Norbert Werbs krönte die Marienfigur, die von einem Strahlenkranz eingefasst ist, 1985.

## Ausstattung

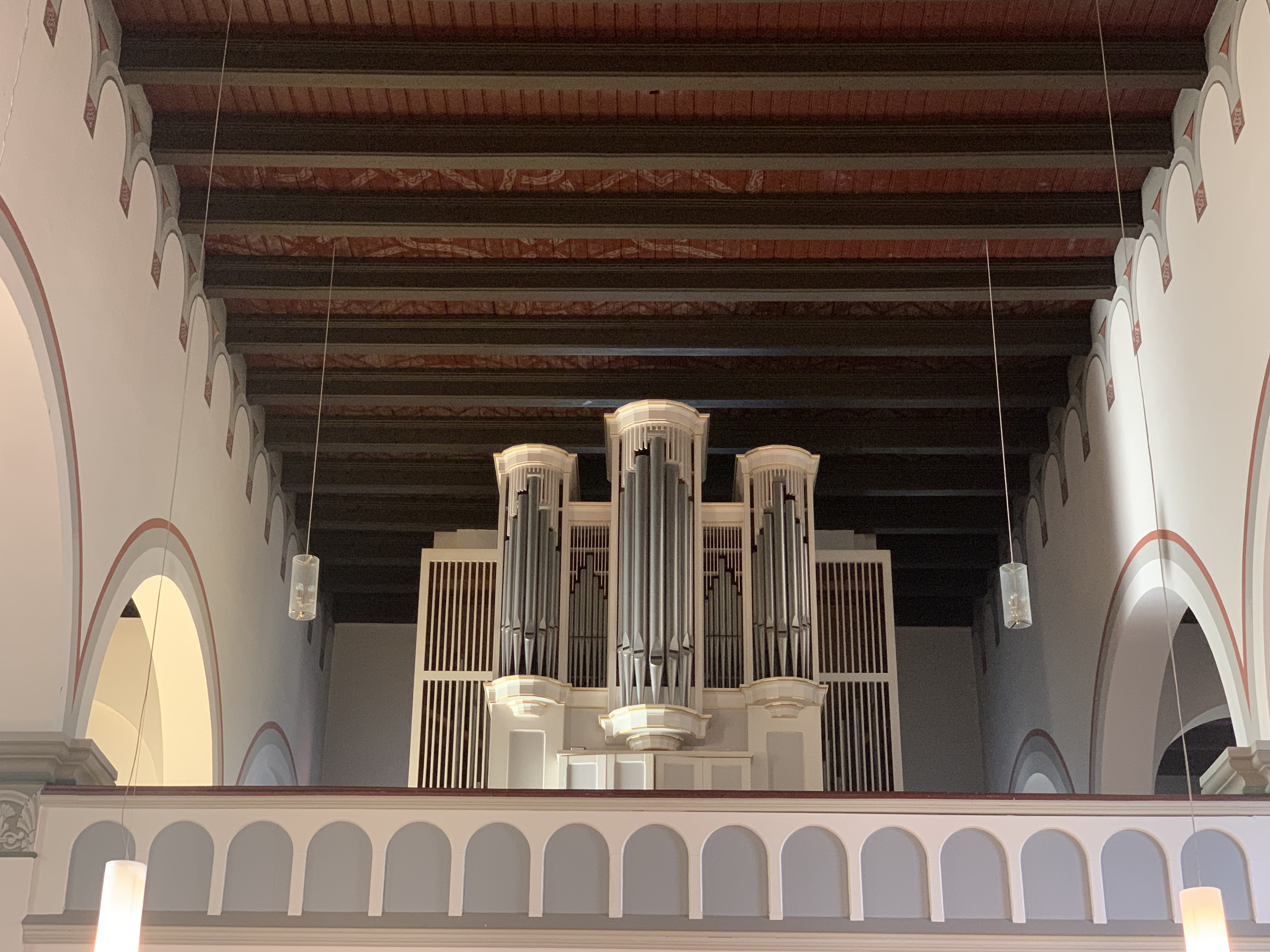
Schuke-Orgel von 1991

- Die Glocken wurden 1904 von der Gräfin Mary von Bothmer auf Bothmer bei Klütz gestiftet. 1914 und dann wieder 1942 musste das Geläut für kriegswichtige Zwecke abgeliefert werden. 1958 wurden drei neue Eisenhartgussglocken im Turm aufgehängt. 2009 wurden sie durch vier Bronzeglocken ersetzt, die 1960 für die nun geschlossene Christ-König-Kirche in Kiel-Dietrichsdorf gegossenen worden waren.[1]
- Die große Orgel wurde von 1991 bis 1992 von der Orgelbaufirma Schuke aus Potsdam aufgestellt. Das Instrument besitzt zwei Manualwerke mit je sieben Registern und ein Pedalwerk mit fünf Registern und Pfeifen aus Kupfer, Zinn und Holz.[7] Am 26. Januar 1992 wurde die neue Orgel geweiht.
- Das Relief des Tabernakels zeigt die Einsetzung der Eucharistie während des letzten Abendmahles.[8]
- Der Taufstein wurde 1964 aus Sandstein gefertigt. Das umlaufende Relief zeigt Darstellungen aus dem Alten Testament. Auf dem Bronzedeckel sind die Taufe und die Kreuzigung Jesu sowie die Herabkunft des Heiligen Geistes auf die Apostel und Maria dargestellt.[9]
- Der Kreuzweg wurde 1954 von E. Pischel gemalt, die großformatigen Tafeln hängen zu beiden Seiten des Schiffes.[5]
- Die Laurentiusfigur fertigte Ferdinand Stuflesser aus dem Grödner Tal an. Die Arbeit wurde um die Wende zum 20. Jahrhundert geschaffen. Die gefasste Figur bedarf einer Sanierung, sie ist durch Raumfeuchtigkeit, Feinstaub und Kerzenrauch verschmutzt. Vom Hals bis zum Kopf ist deutlich ein Riss erkennbar.[10]
- Die Herz-Jesu-Verehrung nahm im 19. Jahrhundert stark zu. Zu Anfang des zwanzigsten Jahrhunderts wurde ein Herz-Jesu-Altar als rechter Seitenaltar aufgestellt. Die Bedeutung der Verehrung nahm in der zweiten Hälfte des 20. Jahrhunderts stark ab. Der Altar wurde 1960 abgebrochen; die Figur wurde auf dem Dachboden gelagert. Sie wurde 1988 im linken Seitenschiff auf einem schlichten Sockel aufgestellt und 2008 wieder entfernt, da die künstlerische Darstellung auf Unverständnis stieß.[11]
- Der neue Zelebrationsaltar wurde 2008 aufgestellt. Im selben Jahr fand eine umfassende Umgestaltung des Raumes statt.[5]